# تانک، پاکستان
تانک (به انگلیسی: Tank) یک شهر در پاکستان است که در ناحیه تانک واقع شده‌است.